# Trzeci najazd Marsjan
Trzeci najazd Marsjan – powieść sci-fi Marka Oramusa, wydana przez Media Rodzina (ISBN 978-83-7278-444-5). Książka należy do gatunku fantastyki socjologicznej. Tytuł nawiązuje do opowiadania braci Strugackich Drugi najazd Marsjan.

## Opis fabuły
Głównym bohaterem jest Papadopoulos, bezrobotny żyjący z zasiłku, dorywczo trudniący się przemytem ludzi. Pewnego dnia na niebie pojawiają się wielkie bańki, które są brane za statki kosmiczne obcej cywilizacji. Obcy w telewizji przedstawiają się jako Liga Pięciu i oferują ludziom dobra materialne począwszy od latarek i lampek, a kończąc na utylizatorach śmieci.